# Tellina pacifica
Tellina pacifica är en musselart som beskrevs av Dall 1900. Tellina pacifica ingår i släktet Tellina och familjen Tellinidae. Inga underarter finns listade i Catalogue of Life.